# Кістяне знаряддя
В археології, кістяне знаряддя або кістяний інструмент — це інструмент, який виготовлено з кістки. Кістяне знаряддя можливо створити різними методами та майже з будь-якої кістки.
Кістяні інструменти задокументовані із появою Homo sapiens, і також відомі в контексті Homo neanderthalensis або навіть ще раніше. 
Кістки використовували для виготовлення інструментів фактично всі суспільства мисливців і збирачів, навіть коли були доступні інші матеріали. Для виготовлення інструмента потенційно могла бути використана будь-яка частина скелета, але роги та довгі кості були одними з найкращих робочих матеріалів. Фрагментам довгих кісток можна надати потрібну форму, вишкрібаючи їх об абразивний камінь, і таким чином зробити з них деякі предмети, наприклад, наконечник для стріли або списа, голку, шило, гачки для риб.
У місцях таких як Східна Німеччина вони використовували численні кістки, які вони могли отримати від тварин. Кістяні знаряддя були в основному зроблені з кістки або осколками, які були розрізані у використовувану форму. Археологи переконані що кістяні знаряддя зроблені з серії оленячих рогів спеціально нарізаної форми.
Кістка виліплювалась а в інструменти, такі як ложки, ножі, шила, шпильки, рибальські гачки, голки. Вони зробили музичні рашпілі, флейти і свистки а також іграшки із кістки. Декоративні вироби були також зроблені з кістки, наприклад шпильки та підвіски для волосся. Роги набагато складніші в обробці, тому використовувалися для лускання льоду, ножів та гребінців для волосся. Використовували навіть зуби та копита. Зуби пробурювали та використовували для прикрас на одяг та намиста.
Так як це органічний матеріал кістка не підлягає археологічному відновленню. Проте в правильних умовах кістяні інструменти зберігаються і багато з них біли відновлені з місць знаходження (виявлення) по всьому світу які представляли історію і давню історію. Також багато екземплярів було зібрано етнографічно і деякі люди що додержуються звичаїв, такі як археологи-експериментатори продовжують використовувати кістку щоб робити інструменти

## Історія
Найдавніші викопані кістяні інструменти з Африки датуються близько 1 5 мільйонів років тому. Загальновизнано, що вони виникли і отримали розвиток в Африці, перш ніж який-небудь інший географічної області. Дуже відомими кістковими інструментами є ті, що в Печері Бломбос в Південній Африці. Колекція складається з двадцяти восьми кістяних знарядь, що були витягнуті з 70000 літніх рівнях середньої кам'яної доби в Печера Бломбос. Ретельний аналіз цих інструментів показують, що формальні методи виробництва були використані для створення шила і метальні наконечники.
Кістяні знаряддя були виявлені у використанні груп неандертальців, а також в ході розробки сучасних людей. Археологи давно вважають, що неандертальці навчилися робити кістяні знаряддя від сучасних людей і, наслідуючи кам'яні знаряддя, переглядали кістку як просту іншу сировину. Сучасні люди, з іншого боку, скористалися властивостями кістки і працювали у площину конкретних форм та інструментів.
Нещодавнє відкриття спеціалізованих інструментів кістки в двох місцях неандертальців на південному заході Франції показує нам ідею, що неандертальці, можливо, насправді вчать сучасних людей, як зробити спеціалізовані інструменти кісток. Набуття такої техніки як полірування каменю в цих місцях є істотним, оскільки вони панували близько 51 000 років, що передували відомому прибуттю сучасних людей до Європи.
До індустріальної революції (коли машина масового виробництва гострими інструментами стали життєздатними), багато повсякденних інструментів, такі як голки, були зроблені з кістки; такі предмети продовжують цінуватися сьогодні як антикваріат. Папки з кістки до цих пір використовується палітурниками.

## Знаряддя
Шила
Шило дуже довго використовували для пірсингу або маркувальних матеріалів, таких як дерево або шкіра. На кістяному шилі вказані поради, зроблені на будь-якій частині кістці. Шило з кістки значно різняться в розмірі нігтів від зносу, методу підготовки, і розміру. Кістяне щило, як правило, класифікуються відповідно до характеристик. Багато кістяних шил зберігають епіфіз, або вони є з заокругленим кінцем кістки. Хоча автори мають різні теорії щодо використання кістяних шил, два основних способи застосування є найголовнішими в створенні плетених а також слугували для створення схованки.
Наконечники списів
Кістяні наконечники були знайдені у всьому світі. Ребро кістки мастодонта було знайдені в штаті Вашингтон в 1970-х роках зі зламаним кістковим снарядом що застряг в ньому. Це відкриття має велике значення, тому що це задовго до появи людей Кловіс, може допомогти переписати історію людства в Америці.
Мотики
Мотики, виліплені з бізона лопатки були загальними інструментами, які виробляють серед рівнин індіанців. Зокрема, він був використаний для обробки невеликих садових культур. Вона як і раніше використовується серед цих індіанців, поки залізо мотики не було пред'явлено французькими торговцями в 18 столітті. Відновлені кістки мотики в діапазоні від 40 см до, як малі, як 15 см. Зміна розміру обумовлено, в значній мірі, частотою заточки.
Музичні інструменти
Ряд різних музичних інструментів були створені з кісток. Гриф кістки флейта виявлені в Європі в даний час вважається найстарішим у світі музичним інструментом. Приблизно в 40 000 років, інструмент відноситься до часу, коли сучасні люди розселялися в цьому районі. Дослідники стверджують, що музичні інструменти, такі, як флейти допомогли сучасним людям утворити жорсткі соціальні зв'язки, що дає їм перевагу над своїми колегами неандертальцями.
Крім того, кістки складаються з пари кісток тварин, які грають, і таким чином кістки клацають разом. Як музичний інструмент, вони мають свою історію, яка сягає корінням в Стародавній Китай, Єгипет і Грецію.
Інші типи
Гарпуни і гачки
серпи
ножі
Штифт
Гладилки
Пташине перо